# Timofei Sergejewitsch Jakuschin
Timofei Sergejewitsch „interz“ Jakuschin (russisch Тимофей Сергеевич Якушин; * 4. August 2000) ist ein russischer E-Sportler in der Disziplin Counter-Strike: Global Offensive, welcher für Cloud9 spielt.

## Karriere
Jakuschin startete seine Karriere im August 2017 beim Team Comanche. Bis Dezember 2018 spielte er für Sherifi, eL`quvet und RAVE, wo er hauptsächlich in Qualifikationsturnieren und vereinzelt in kleineren Turnieren spielte.
Im April 2019 wechselte er zu Gambit Youngsters, dem Juniorenteam von Gambit Esports. 2019 erreichte er einen 3.–4. Platz bei der WePlay! Forge of Masters Season 2 und einen 7.–8. Platz bei den Copenhagen Games 2019 und der DreamHack Open Sevilla 2019.
Im folgenden Jahr den 7.–8. Platz bei der ESL One: Road to Rio - CIS und den fünften Platz bei der WePlay! Clutch Island, bevor er im Oktober zum Hauptteam von Gambit befördert wurde. Danach erzielte er einen Sieg bei der DreamHack Open November 2020, einen 3.–4. Platz DreamHack Open December 2020 und den 7.–8. Rang bei der DreamHack Masters Winter 2020: Europe.
2021 siegte Jakuschin bei der IEM Katowice 2021, dem Pinnacle Cup I, der Epic CIS League Spring 2021, der IEM Summer, den Blast Premier: Spring Finals 2021, der IEM XVI - Fall: CIS und dem V4 Future Sports Festival - Budapest 2021. Überdies erreichte er den zweiten Platz bei der Snow Sweet Snow #1, der ESL Pro League Season 13, der DreamHack Masters Spring 2021, der StarLadder CIS RMR 2021 und dem BLAST Premier: World Final 2021. Im PGL Major Stockholm 2021, welches sein erstes Major-Turnier war, erzielte er nach einer Niederlage gegen den zukünftigen Sieger Natus Vincere den 3.–4. Platz. Überdies wurde sein Team zum zweitbesten Team des Jahres von HLTV gewählt.
Nachdem er Anfang 2022 das Funspark Ulti 2021 gewonnen hatte, wechselte er im April zu Cloud9.